# زابووتسیه (استان اشوی‌داشکسیه)
زابووتسیه (به لهستانی: Zabłocie) یک منطقهٔ مسکونی در لهستان است که در گمینا زاگنانگسک واقع شده‌است. زابووتسیه ۳۸۰ نفر جمعیت دارد.